# Орільський ентомологічний заказник
Орі́льський зака́зник — ентомологічний заказник місцевого значення в Україні. Об'єкт природно-заповідного фонду Харківської області. 
Розташований у межах Лозівського району Харківської області, на північний захід від села Шульське.
Площа — 5 га. Статус присвоєно згідно з рішенням облвиконкому від 03.12.1984 року № 562. Перебуває у віданні: Лозівська районна державна адміністрація. 
Територія заказника охоплює схили балки з пересихаючим струмком, який є одним з витоків річки Орільки. Рослинність — різнотрав'я. Живе бл. 20 видів і груп корисних комах, у тому числі дикі одинокі бджоли, джмелі, оси.